# Фудзівара но Мороіє
Фудзівара но Мороіє (*松殿 師家, 12 липня 1172 — 11 листопада 1238) — останній регент Японії з роду Фудзівара у 1183—1184 роках. Відомий також як Мацудоно Мороіє.

## Життєпис
Походив з аристократичного роду Фудзівара, лінія якого згодом стала зватися Мацудоно. Син Фудзівара но Мотофуси, регента і кампаку, та Фудзівара Тадако. Народився у 1172 році. 1178 році отримав свій перший ранг — шигоін-ноге (5 ранг). Наприкінці року отримує джуші-і ноге (нижчий молодший четвертий ранг).
У 1179 році, незважаючи на малий вік, за сприяння батька отримує високий ранг куґьо і призначається середнім державним радником, що викликало невдоволення Тайра но Кійоморі, тестя правлячого імператора Антоку. В результаті було вчинено заколот Тайра, внаслідок чого Мороіє разом з батьком втратив усі посади.
Разом з родиною приєднався до клану Мінамото, що виступив проти клану Тайра. У 1183 році Мінамото-но Йосінака здобув перемогу та захопив Кіото — влада Тайра була знищена. Батько Мороіє повернув собі владу, домігшися призначення 11-річного Фудзівара но Мороіє спочатку двірцевим міністром, а потім регентом, але це було суто номінально.
У 1184 році після поразки та загибелі Мінамото но Йосінаки Фудзівара втратили політичний вплив, а Мороіє — посаду регента. З цього часу встановлюється війська влада сьогуната Мірамото. При цьому Фудзівара но Мороіє залишилися при імператорському дворі.
У 1232 році стає буддистським ченцем під ім'ям Сонко. Помер у 1238 році.